# 12440 Koshigayaboshi
12440 Koshigayaboshi eller 1996 CF3 är en asteroid i huvudbältet som upptäcktes den 11 februari 1996 av de båda japanska astronomerna Kazuro Watanabe och Kin Endate vid Kitami-observatoriet. Den är uppkallad efter den japanska staden Koshigaya.